# Лонсайд (Нью-Джерсі)
Лонсайд (англ. Lawnside) — місто (англ. borough) в США, в окрузі Кемден штату Нью-Джерсі. Населення — 2955 осіб (2020).

## Географія
Лонсайд розташований за координатами 39°52′2″ пн. ш. 75°1′44″ зх. д. / 39.86722° пн. ш. 75.02889° зх. д. (39.867196, -75.028807).  За даними Бюро перепису населення США в 2010 році місто мало площу 3,65 км², уся площа — суходіл.

## Демографія
Згідно з переписом 2010 року, у селищі мешкало 2945 осіб у 1103 домогосподарствах у складі 762 родин. Було 1174 помешкання
Расовий склад населення:
| - 88,8 % — чорних або афроамериканців - 4,2 % — білих - 1,4 % — азіатів - 0,6 % — корінних американців - 1,7 % — осіб інших рас |

До двох чи більше рас належало 3,2 %. Частка іспаномовних становила 4,4 % від усіх жителів.
За віковим діапазоном населення розподілялося таким чином: 23,3 % — особи молодші 18 років, 59,4 % — особи у віці 18—64 років, 17,3 % — особи у віці 65 років та старші. Медіана віку мешканця становила 41,4 року. На 100 осіб жіночої статі у селищі припадало 84,4 чоловіків;  на 100 жінок у віці від 18 років та старших — 78,1 чоловіків також старших 18 років.
Середній дохід на одне домашнє господарство  становив 71 987 доларів США (медіана — 59 279), а середній дохід на одну сім'ю — 87 341 долар (медіана — 72 868). Медіана доходів становила 52 763 долари для чоловіків та 51 750 доларів для жінок. За межею бідності перебувало 15,9 % осіб, у тому числі 27,5 % дітей у віці до 18 років та 6,4 % осіб у віці 65 років та старших.
Цивільне працевлаштоване населення становило 1111 осіб. Основні галузі зайнятості: освіта, охорона здоров'я та соціальна допомога — 28,5 %, науковці, спеціалісти, менеджери — 10,4 %, фінанси, страхування та нерухомість — 9,6 %, роздрібна торгівля — 9,5 %.